# Casarabonela (kommunhuvudort)
Casarabonela är en kommunhuvudort i Spanien.   Den ligger i provinsen Provincia de Málaga och regionen Andalusien, i den södra delen av landet, 400 km söder om huvudstaden Madrid. Casarabonela ligger 480 meter över havet och antalet invånare är 2 490.
Terrängen runt Casarabonela är huvudsakligen kuperad, men åt sydväst är den bergig. Runt Casarabonela är det ganska tätbefolkat, med 129 invånare per kvadratkilometer. Närmaste större samhälle är Alora, 12,9 km öster om Casarabonela. Trakten runt Casarabonela består till största delen av jordbruksmark.